# Topologie des boîtes
La topologie des boîtes (terme traduit de l'anglais box topology) est une des topologies qu'il est possible d'affecter à un produit d'espaces topologiques {\displaystyle \prod _{i\in I}E_{i}}. Elle diffère de la topologie dite topologie produit en ce qu'on y considère comme ouverts tous les {\displaystyle \prod _{i\in I}U_{i}} dès lors que chaque {\displaystyle U_{i}} est un ouvert de l'espace correspondant {\displaystyle E_{i}}, sans exiger que {\displaystyle U_{i}=E_{i}} sauf pour un nombre fini de valeurs de {\displaystyle i.}

## Définition
Soit une famille {\displaystyle (E_{i})_{i\in I}} d'ensembles, chaque {\displaystyle E_{i}} étant muni d'une topologie (ensemble d'ouverts) {\displaystyle \tau _{i}}. Soit {\displaystyle E=\prod _{i\in I}E_{i}} l'ensemble produit cartésien de cette famille.
Alors la topologie des boîtes sur {\displaystyle E} est celle qui est engendrée par l'ensemble des « boîtes » de la forme {\displaystyle \prod _{i\in I}U_{i}}, avec {\displaystyle \forall i\in I,U_{i}\in \tau _{i}}. On vérifie que la collection de ces boîtes remplit la condition pour être une base de topologie, à savoir que l'intersection de deux boîtes est égale à une union de boîtes (en l'occurrence, l'intersection est elle-même une boîte) et que {\displaystyle E} est une union de boîtes (c'est même une boîte).
Les ouverts pour la topologie des boîtes sont donc les parties de {\displaystyle E} qui sont une union quelconque de boîtes.

## Propriétés
La topologie des boîtes est plus fine - en général, strictement plus fine - que la topologie produit. Beaucoup de propriétés remarquables de celle-ci ne s'y retrouvent pas.

### Séparation
La topologie des boîtes sur un produit d'espaces séparés est séparée.

### Compacité
Contrairement au cas de la topologie produit (théorème de Tykhonov), un produit d'espaces topologiques compacts muni de la topologie des boîtes n'est pas toujours compact.
Un bon exemple est celui d'un produit infini d'espaces finis possédant chacun au moins deux éléments et munis chacun de la topologie discrète. La topologie des boîtes sur cet ensemble produit est la topologie discrète. Mais cet ensemble est infini, et la topologie discrète sur un ensemble infini n'est pas compacte.

## En tant que topologie sur un espace de fonctions
On peut considérer l'espace {\displaystyle F^{E}} des applications d'un ensemble {\displaystyle E} vers un ensemble {\displaystyle F} comme le produit cartésien {\displaystyle \prod _{x\in E}F} de {\displaystyle F} par lui-même autant de fois qu'il y a d'éléments dans {\displaystyle E}.
Si {\displaystyle F} est un espace topologique, alors la topologie produit sur {\displaystyle \prod _{x\in E}F} correspond à la topologie de la convergence simple sur {\displaystyle F^{E}}: une suite {\displaystyle (f_{n})_{n\in \mathbb {N} }} d'applications {\displaystyle E\to F} converge simplement vers un élément {\displaystyle f:E\to F} si et seulement si elle converge vers {\displaystyle f} en tant que suite d'éléments de {\displaystyle \prod _{x\in E}F} muni de la topologie produit.
La topologie des boîtes sur {\displaystyle \prod _{x\in E}F} étant plus fine - généralement, strictement plus fine - que la topologie produit, la condition de convergence des suites d'éléments de {\displaystyle \prod _{x\in E}F} est plus restrictive. De fait, dans le cas où la topologie sur {\displaystyle F} est séparée, une suite {\displaystyle (f_{n})_{n\in \mathbb {N} }} d'applications {\displaystyle E\to F} ne peut converger vers une application {\displaystyle f} selon la topologie des boîtes que si, à partir d'un certain rang, elle est identique à {\displaystyle f} en tout point de {\displaystyle E} sauf sur une partie finie fixe de {\displaystyle E}.